# Samuel Portugal
Samuel Portugal Lima (* 29. März 1994 in Teixeira de Freitas) ist ein brasilianischer Fußballspieler. Der Torhüter steht seit 2022 beim FC Porto unter Vertrag.

## Karriere

### Verein

#### Anfänge im Heimatland Brasilien
Portugal begann seine Karriere in Brasilien. Dort stand er zunächst beim Coritiba FC unter Vertrag. Da er dort allerdings nicht zum Einsatz kam, wurde der Spieler im Januar 2016 bis Mitte Mai desselben Jahres an den CA Metropolitano ausgeliehen. Hier absolvierte er zwölf Ligaspiele. Nach seiner Rückkehr zum Stammverein Coritiba FC wurde er weiterhin nicht eingesetzt, weshalb im Juni 2017 die nächste halbjährige Leihe folgte. Beim EC Água Santa kam er in drei Spielen zum Einsatz. Bei der anschließenden Leihe an den GE Anápolis wurde der Brasilianer zwölffach eingesetzt.

#### Wechsel auf den europäischen Kontinent
Im Jahr 2019 verließ der Torhüter sein Heimatland Brasilien und wechselte nach Portugal zu Portimonense SC. Dort wurde er zunächst in der zweiten Mannschaft eingesetzt, erhielt aber in seiner ersten Saison auch bereits Nominierungen für die A-Mannschaft. Zu Beginn der Spielzeit 2020/21 wurde er zum Stammtorhüter des ersten Aufgebots befördert und absolvierte ab dem ersten Spieltag 30 der 34 folgenden Ligaspiele. Auch in der nachfolgenden Saison behielt er seine Position inne und kam abermals in 30 Partien zum Einsatz. Die Spielzeit 2022/23 begann zunächst wie die letzte aufgehört hatte – so absolvierte der Spieler die ersten vier Spiele in der Primeira Liga. Anfang September 2022 entschloss er sich zu einem Wechsel zum amtierenden portugiesischen Meister FC Porto. Hier war er zunächst dritter Torhüter hinter Diogo Costa und Cláudio Ramos.

## Erfolge
Porto
- Taça da Liga: 2022/23